# Mario Adorno

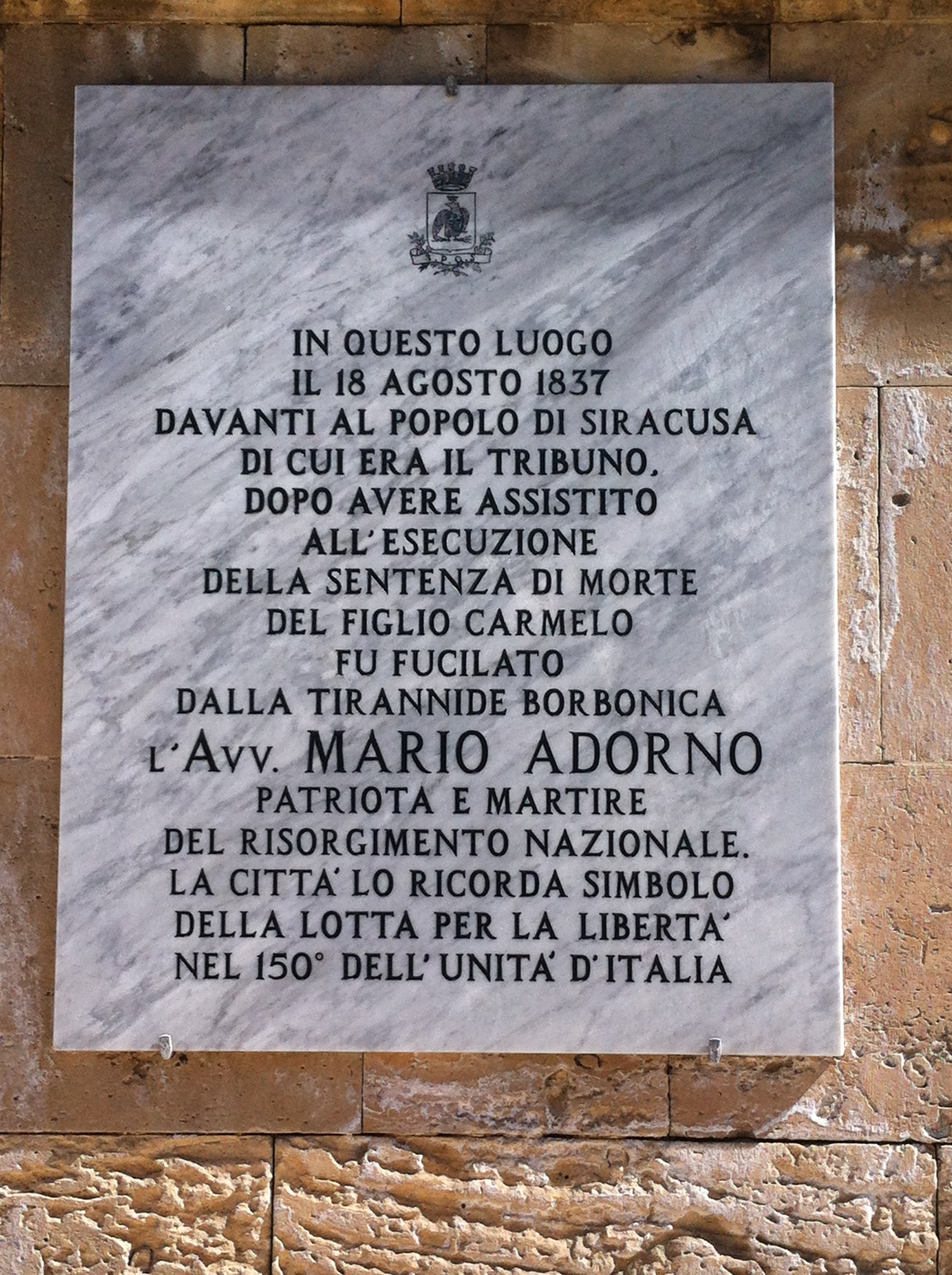
Lapide commemorativa per Mario Adorno in Siracusa

Mario Adorno (Siracusa, 1773 – Siracusa, 1837) è stato un avvocato e patriota italiano, discendente da un'antichissima famiglia patrizia e dogale genovese.

## Biografia

Stemma nobiliare degli Adorno

Partecipò ai moti carbonari del 1820-1. Nel 1837 accusò, in un proclama fatto firmare dal sindaco di Siracusa Emanuele Francica, barone di Pancali, il governo borbonico di essere stato causa della diffusione del colera in Sicilia ponendosi così a capo dell'insurrezione siracusana.
Fu giustiziato insieme con il figlio Carmelo.